# Avril 1750
Cette page présente les faits marquants du mois d’avril 1750.

## Naissances
- 1er avril : Hugo Kołłątaj, militant et écrivain politique, théoricien et philosophe polonais († 28 février 1812).